# Павлівка (Раївська сільська громада)
Павлі́вка — село в Україні, у Синельниківському районі Дніпропетровської області. Входить до складу Раївської сільської громади.Населення за переписом 2001 року становить 163 особи. 

## Історія
До 2017 року орган місцевого самоврядування - Михайлівська сільська рада.
12 червня 2020 року, відповідно до розпорядження Кабінету Міністрів України № 709-р від «Про визначення адміністративних центрів та затвердження територій територіальних громад Дніпропетровської області», увійшло до складу Раївської сільської громади.
19 липня 2020 року, в результаті адміністративно-територіальної реформи та ліквідації   Синельниківського (1923—2020) району, село увійшло до складу новоутвореного Синельниківського району.

## Географія
Село Павлівка знаходиться на березі річки Осокорівка, вище за течією на відстані 0,5 км розташоване село Вербки-Осокорівка, нижче за течією на відстані 1 км розташоване село Дубо-Осокорівка. Поруч проходить автомобільна дорога М18 (E105).

## Населення

### Мова
Розподіл населення за рідною мовою за даними перепису 2001 року:
| Мова       | Кількість | Відсоток |
| ---------- | --------- | -------- |
| українська | 147       | 90.18%   |
| російська  | 16        | 8.82%    |
| Усього     | 163       | 100%     |

## Інтернет-посилання
- Погода в селі Павлівка [Архівовано 21 грудня 2011 у Wayback Machine.]